# Deutsch-Französischer Hochschulpreis
Der Deutsch-Französische Hochschulpreis wurde 1993 von deutschen Industriellen gegründet und wurde bis 2007 für besondere Studienleistungen verliehen. Die Studiengänge wurden in den Partnerhochschulen des Karlsruher Instituts für Technologie in Grenoble und Lyon absolviert. Gefördert wurden die Absolventen vom Deutsch-Französischen Hochschulkolleg (DFHK) und erhalten das deutsche und das französische Diplom. Mit 5000 Euro war der Deutsch-Französische Hochschulpreis einer der am besten dotierten Hochschulpreise.

## Deutsch-Französisches Doppeldiplom
Um das Deutsch-Französische Doppeldiplom erhalten zu können, mussten die jungen Studierenden einen zweijährigen Aufenthalt in einer der Partnerhochschulen absolvieren. Damit die Studenten sich auch gut artikulieren und verständigen konnten, wurden Intensivsprachkurse angeboten. Jedoch war für den Deutsch-Französischen Hochschulpreis die Gesamtleistung bei den Prüfungen und der wissenschaftlichen Arbeit ausschlaggebend.

## Preisträger
1997 – 1998 – 1999 – 2000 – 2001 – 2002 – 2003 – 2004 – 2005 – 2006 – 2007

### 1997
Prix Double Diplome
- Thomas Veitshans
- Anne-Claire Bornarel
- Thilo Schwoebel

Prix de These
- Jochen Betz
- Christoph Hess

Prix Maitrise
- Christoph Adelmann
- Joerg Schuler
- Valerie Link Pham

### 1998
Prix Double Diplôme
- Markus Müller
- Daniel Müller
- David Coulet

Prix 1er DEA
- Bertram Meyer

Prix Magistère
- Jan Stark

Prix du DEIRecherche
- Stephanie Menzemer

Prix Maîtrise
Martin Möller

### 1999
- keine Angaben

### 2000
Prix Double Diplôme
- Wiebke Guichard
- Markus Laubscher
- Bénédicte Dal Don
- Frank Gabel
- Annika Boenisch

Prix 1er de Maîtrise-ès-Physique
- Bernd Feucht

Prix 1er de Licence-ès-Mathématiques
- Johannes Rohe

### 2001
- keine Angaben

### 2002
- keine Angaben

### 2003
- keine Angaben

### 2004
- keine Angaben

### 2005
- keine Angaben

### 2006
Ecole Polytechnique
- Nicolas Pauget

Prix double Diplom
- Gaert Hagmann

Prix Master 1
- Angela Weitz

Prix Master 2
- Antje Putze

### 2007
Ecole Nationale Superieure de Physique de Grenoble (ENSPG)
- Laurence Lamour
- Ralph Hahner
- Laurent Coquard
- Beniot Ramadout

Universite Joseph Fourier
- Patrick Dupeyrat